# Starociudnivska Huta, Dzerjînsk
Starociudnivska Huta (în ucraineană Старочуднівська Гута) este localitatea de reședință a comunei Starociudnivska Huta din raionul Dzerjînsk, regiunea Jîtomîr, Ucraina.

## Demografie
Componența lingvistică a localității Starociudnivska Huta
     Ucraineană (99,41%)
     Alte limbi (0,2%)
Conform recensământului din 2001, majoritatea populației localității Starociudnivska Huta era vorbitoare de ucraineană (99,41%), existând în minoritate și vorbitori de alte limbi.